# Równina Zauralska
Równina Zauralska (ros.: Зауральская равнина, Zauralskaja rawnina; kaz.: Орал сырты үстірті, Orał syrty üstyrty) – równina w Rosji i Kazachstanie obejmująca wschodnie przedgórza Uralu Środkowego i Południowego. Rozciąga się na szerokości do ok. 100 km w części północnej i ponad 200 km w części południowej. Wznosi się średnio na wysokość 200–300 m n.p.m.; pojedyncze góry ostańcowe osiągają 500–600 m n.p.m. Równina jest lekko nachylona w kierunku wschodnim; w tym też kierunku spływają okoliczne rzeki, m.in. Pyszma, Iset, Miass. Teren zbudowany ze skał magmowych (zwłaszcza granitów), osadowych i metamorficznych z ery paleozoiku. Występuje dużo jezior. W części południowej dominują stepy, na północy zaś tajga i bagna.